# Gregorio Comanini
Gregorio Comanini (Mantova, 1550 circa – Gubbio, 1608) è stato un poeta e storico italiano.

## Biografia
Fu un canonico amico e seguace di Torquato Tasso sia nello stile lirico sia nei modelli teorici.
Definito dal Panofsky «Chierico di alta cultura», si mise in evidenza per il suo Canzoniere, uscito postumo nel 1609, ma anche e soprattutto per la sua attività di trattatista, in un periodo di transizione della storiografia da una gestione egemonizzata degli artisti ad una in mano ai filosofi ed ai letterati.
Tra i suoi trattati più significativi si annoverò Il Figino overo del fine della Pittura, pubblicato a Mantova nel 1591, scritto sotto forma di dialogo e incentrato sul fine dell'attività pittorica, che secondo l'autore può essere sia il piacere sia l'utile. Importante fu la sua distinzione fra l'"imitazione icastica", più affine al pittore, e l'"imitazione fantastica", tipica invece del poeta, che giunse alla conclusione della superiorità della poesia.
L'accostamento tra pittura e poesia viene rafforzato con un'associazione delle regole delle due discipline: ad esempio il "verso" della poesia è paragonato alla "proporzione" in pittura; e da questi paragoni si evidenziano elementi comuni quali la "sentenza", il "temperamento", l'"apparato", i "costumi", la "melodia".
Interlocutori dei dialoghi del trattato del Comanini, sono il canonico lateranense Ascanio Martinengo, difensore della Controriforma, il pittore Ambrogio Figino, portavoce di una posizione moderata, lo scrittore Stefano Guazzo, rappresentante della laicità. In questa opera fu discusso lo spirito del Concilio di Trento e della Controriforma, utilizzando le teorie letterarie più all'avanguardia.
Comanini appartenne all'ambiente lombardo di osservanza manieristica e controriformistica. Il suo orientamento fu sostanzialmente platonico, impreziosito da idee aristoteliche. Tra i meriti attribuiti a Comanini vi è quello di aver inserito nello studio dei movimenti artistici le idee letterarie del suo tempo, di Mazzoni e di Torquato Tasso, che da quelle rinascimentali condurranno, attraverso quelle manieristiche, ad anticipare quelle barocche.
Il manierismo di Comanini si palesò anche nell'ammirazione per l'Arcimboldi e nella importante e preziosa analisi delle sue «consonanze cromatiche», paragonate all'invenzione dell'armonia musicale di Pitagora.
Comanini lavorò per i Gonzaga, scrivendo Trionfo del Mincio, in occasione delle nozze del Principe di Mantova e Monferrato e la Signora Principessa di Parma e Piacenza, pubblicato a Mantova nel 1581; oltre che l'Orazione in morte di Guglielmo, duca di Mantova, stampato a Mantova nel 1587.
Comanini inoltre si distinse anche per De gli affetti della mistica teologia tratti dalla Cantica (Venezia 1590), per l'Orazione a papa Gregorio XIV nella di lui assunzione al pontificato (Milano 1591), per il Canzoniere spirituale, morale e d'onore (Mantova 1609).
Il Comanini morì a Gubbio nel 1608.